# Skifie žlutá
Skifie žlutá (Skiffia francesae, slovensky: skifie žltá, anglicky: Golden Skiffia). Rybu poprvé popsala v roce 1978 americká ichtyoložka Dolores Irene Kingston (* 1953). Článek s popisem vyšel v časopise Copeia, popis byl vytvořen ze zachovaných a živých exemplářů v Muzeu zoologie (anglicky The Museum of Zoology, UMMZ) na Michiganské univerzitě. Tento druh byl pojmenován na počest Frances H. Millerové, která spolu se svým manželem Robertem Rush Millerem pomáhala sbírat a exportovat živé exempláře ryb.

## Popis
Jedná se o malou rybu o délce do 4,3 cm, s klínovitou hlavou a převrácenými pysky. Má řadu 30–35 hlubokých rozštěpů vnějších zubů v horní i dolní čelisti. Vnitřní zuby mohou být rozštěpené nebo kónické a jsou nepravidelně rozptýleny. Samci jsou zlaté barvy s šedým nádechem. Během namlouvání je zlatá barva výraznější. Mají odlišný tvar ploutví, např. rozdělenou hřbetní ploutev. Oproti jiným druhům živorodých ryb, kde má samec gonopodium, zde má samec tzv. andropodium. Samice mají větší šířku těla a jsou šedozeleně zbarveny, s rozptýlenými černými skvrnami na hřbetě a podél postranní čáry. Samice během námluvy nemění barvu. Obě pohlaví mají černý půlměsíc těsně před ocasní ploutví.

## Biotop
Před prohlášením, že jde o vyhynulý druh v přírodě, ryba žila ve střední Americe, v řece Teuchitlan, v přítoku Rio Ameca, ve státě Jalisco, v západním Mexiku. Oblast řeky obývaná S. francesae měla slabý proud, kalnou vodu a dno bylo bahnité a písečné. Ryba zde žila ve vodním sloupci do 0,5 m. Pobřežní vegetaci tvořily Acacia a Salix, vodní vegetaci pak Pistia, Ceratophyllum, Potamogeton, a vodní hyacint. V roce 1976 zde byla zjištěna větší přítomnost ryb druhu Xiphophorus maculatus. Vědci to označili jako faktor číslo 50. Během dalšího roku se populace S. francesae dramaticky zmenšila.

## Chov v akváriu
- Chov ryby: Ryba je v akváriích chována jen velice vzácně.[10] Je vhodný chov v hejnu, s převahou samic. Jedná se o klidný druh ryby, která nikdy neútočí; rodiče jsou mírní i k novorozeným mláďatům. Vyžaduje pravidelnou výměnu vody.[4]
- Teplota vody: 20–26 °C,[4]
- Kyselost vody: 7,0–8,0 pH[4]
- Tvrdost vody: 5–25 °dGH[4]
- Krmení: Ryba je všežravá, dává přednost rostlinné potravě, především řasám.[4]
- Rozmnožování: Ryba je ovoviviparidní. Pravý a levý vaječník je sloučen do jediného orgánu, ve kterém jsou zárodky. Tento orgán se může rozšiřovat s vývojem zárodků. Ve vaječníku jsou tzv. trophotenia. Každá trofotenie má tři laloky obsahující krevní cévy, o nichž se předpokládá, že fungují při výměně živin a plynu. Novorozenci ztratí trophotaenii krátce po narození.[8] Doba březosti je 55–60 dnů, s obvyklým počtem mláďat 10–15. Samice rodí 5 až 15 mláďat, co 2 měsíce. Mláďata jsou po narození dlouhá 1 cm. Po týdnu se začínají hejnovat. Při teplotě pod 20 °C a nad 25 °C se zastavuje reprodukční cyklus. Pokles teploty na zhruba dva až tři měsíce je pro kondici ryb vhodný.[pozn. 1][4][5]